# Малодворки
Малодворки (рос. Малодворки) — селище Правдинського району, Калінінградської області Росії. Входить до складу Мозирського сільського поселення.
Населення —  38 осіб (2015 рік). 

## Населення
| 2002 | 2010 |
| ---- | ---- |
| 48   | ↘38  |